# Горенка (приток Ирпеня)
Горенка — малая река в северо-западной части Киева и частично за его границами, которая вместе с её притоком Котуркой охватывает с обеих сторон Пущу-Водицу. Впадает в Ирпень через несколько километров после места соединения с Котуркой. Длина 12 км.
На каждой из упомянутых рек обустроен каскад прудов, наибольший из которых, Сапсаев пруд, имеет длину почти 1 км. Пруды окультурены, на наибольших — обустроены пляжи. Тут расположен санаторный комплекс «Пуща-Озёрная».